# Лежневка (Червенский район)
Лежневка (бел. Ляжнёўка) — бывшая деревня на территории Червенского сельсовета Червенского района Минской области, в настоящий момент — садовое товарищество.

## География
Располагается в 3,5 километрах к северо-западу от райцентра, в 58 километрах от Минска, в 500 метрах к северу от деревни Островы.

## История
На топографической карте РККА 1936 года на месте деревни обозначен лесотранспортный пункт.
На 1960 год деревня Лежневка входила в состав Войниловского сельсовета Червенского района, её население составляло 38 человек. К 1988 году жители деревни переселились в другие места, и населённый пункт Лежневка полностью опустел.
Впоследствии на месте бывшей деревни были построены садовые участки (садоводческие товарищества «Лежневка» и «Родник»), административно относящиеся к деревне Островы.

## Население
- 1960 — 38 жителей
- 1988 — 0 жителей
- 2019 — неизвестно